# Merrymeeting Lake
Merrymeeting Lake is een meer in de staat New Hampshire in de Verenigde Staten. Het meer beslaat een oppervlakte van ongeveer 5 km².
Merrymeeting Lake is via de uitgaande Merrymeeting River verbonden met Lake Winnipesaukee.